# Hans-Jürgen Dörner
Hans-Jürgen Dörner, noto anche con lo pseudonimo di Dixie Dörner (Görlitz, 25 gennaio 1951 – Dresda, 19 gennaio 2022), è stato un calciatore e allenatore di calcio tedesco orientale, dal 1990 tedesco, di ruolo libero.
Insieme a Jürgen Croy, è l'unico giocatore ad avere vinto il premio di calciatore tedesco-orientale dell'anno per tre volte.

## Carriera

### Giocatore

#### Club
Cresciuto nella squadra della sua città natale, il BSG Motor WAMA Görlitz, nel 1977 venne ceduto alla Dinamo Dresda, con la quale vinse cinque DDR-Oberliga e quattro FDGB Pokal.

#### Nazionale
Con la Germania Est conta circa cento presenze e prese parte alle vittoriose Olimpiadi di Montréal 1976.

### Allenatore
Appese le scarpette al chiodo, Dörner allenò dal 1985 al 1990 la Germania Est under 21. Successivamente allenò la Germania under 20 al Campionato mondiale di calcio Under-20 del 1995, Werder Brema e Al-Ahly. L'ultima esperienza avuta in panchina finora è stata con il Radebeuler BC 08 in Bezirksliga Dresden (VI).

## Palmarès

### Giocatore

#### Club
- Campionato tedesco orientale: 1

1977-1978
- FDGB Pokal: 3

1982, 1984, 1985

#### Nazionale
- Oro olimpico: 1

Montréal 1976

#### Individuale
- Calciatore tedesco-orientale dell'anno: 3

1977, 1984, 1985

### Allenatore
- Campionato egiziano: 1

Al-Ahly: 1998-1999